# Willi Völker
Willi „Bubi“ Völker (* 13. Oktober 1906 in Berlin; † 23. Februar 1946) war ein deutscher Fußballspieler. Als Verteidiger gewann er 1930 und 1931 zweimal mit Hertha BSC die deutsche Fußballmeisterschaft.

## Laufbahn
Als Jugendlicher gehörte der gebürtige Neuköllner von 1915 bis 1924 Viktoria 89 Berlin an. In seiner ersten Saison bei der Elf vom Stadion an der „Plumpe“, wie das Stadion am Gesundbrunnen im Volksmund hieß, gewann er 1924/25 die Berliner Meisterschaft und scheiterte erst in der Endrunde um die deutsche Meisterschaft im Halbfinale durch eine 0:1-Niederlage nach Verlängerung am FSV Frankfurt. An seinem ersten Endrundenspiel am 3. Mai 1925, bei einem 3:2-Erfolg nach Verlängerung beim VfB Königsberg, erzielte er als Mittelstürmer ein Tor. Im Halbfinale gegen die Elf aus Bornheim bildete er zusammen mit Otto Leuschner und Karl Tewes die spätere legendäre Hertha-Läuferreihe.
Der technisch versierte, dribbelstarke und antrittsschnelle Außenläufer oder Halbstürmer zeichnete sich durch Mannschaftsdienlichkeit und Antreiberqualitäten aus und gehörte der Mannschaft von Hertha BSC an, die von 1926 bis 1931 sechs Mal in Folge im Finale um die deutsche Meisterschaft stand und den Titel 1930 und 1931 gewann. In den siegreichen Finals bildete er mit Rudolf Wilhelm das Verteidigerpaar. Lediglich im Jahr 1927 wirkte er aus Verletzungsgründen nicht im Endspiel mit. Insgesamt wird der beruflich als Kaufmann tätige Völker von 1925 bis 1935 in der Statistik mit 30 Endrundenspielen mit acht Toren um die deutsche Meisterschaft geführt.
Der Außenläufer spielte zudem am 20. Oktober 1929 in Hamburg-Altona im Länderspiel der deutschen Nationalmannschaft gegen Finnland. Dieses Spiel konnte die DFB-Elf mit 4:0 siegreich gestalten. Neben Völker debütierten dabei auch noch die Spieler Wilhelm Blunk, Hermann Flick, Karl Schulz, Fritz Szepan und August Sackenheim. Weitere Einsätze in der Nationalmannschaft waren ihm nicht vergönnt. Mit der Verbandsauswahl Brandenburg hatte er am 28. April 1929 das Finale im Bundespokal gegen Norddeutschland mit 4:1 Toren gewonnen. Dabei waren für Brandenburg auch noch seine Hertha-Mannschaftskollegen Paul Gehlhaar, Ernst Müller, Hans Ruch, Johannes Sobeck und Bruno Lehmann im Einsatz gewesen.
Von 1935 bis 1942 klang seine Karriere als Fußballer bei SC Tasmania 1900 Berlin aus. „Bubi“ Völker starb Anfang 1946 in einem sowjetischen Lazarett.